# 玛丽亚·特里萨礁

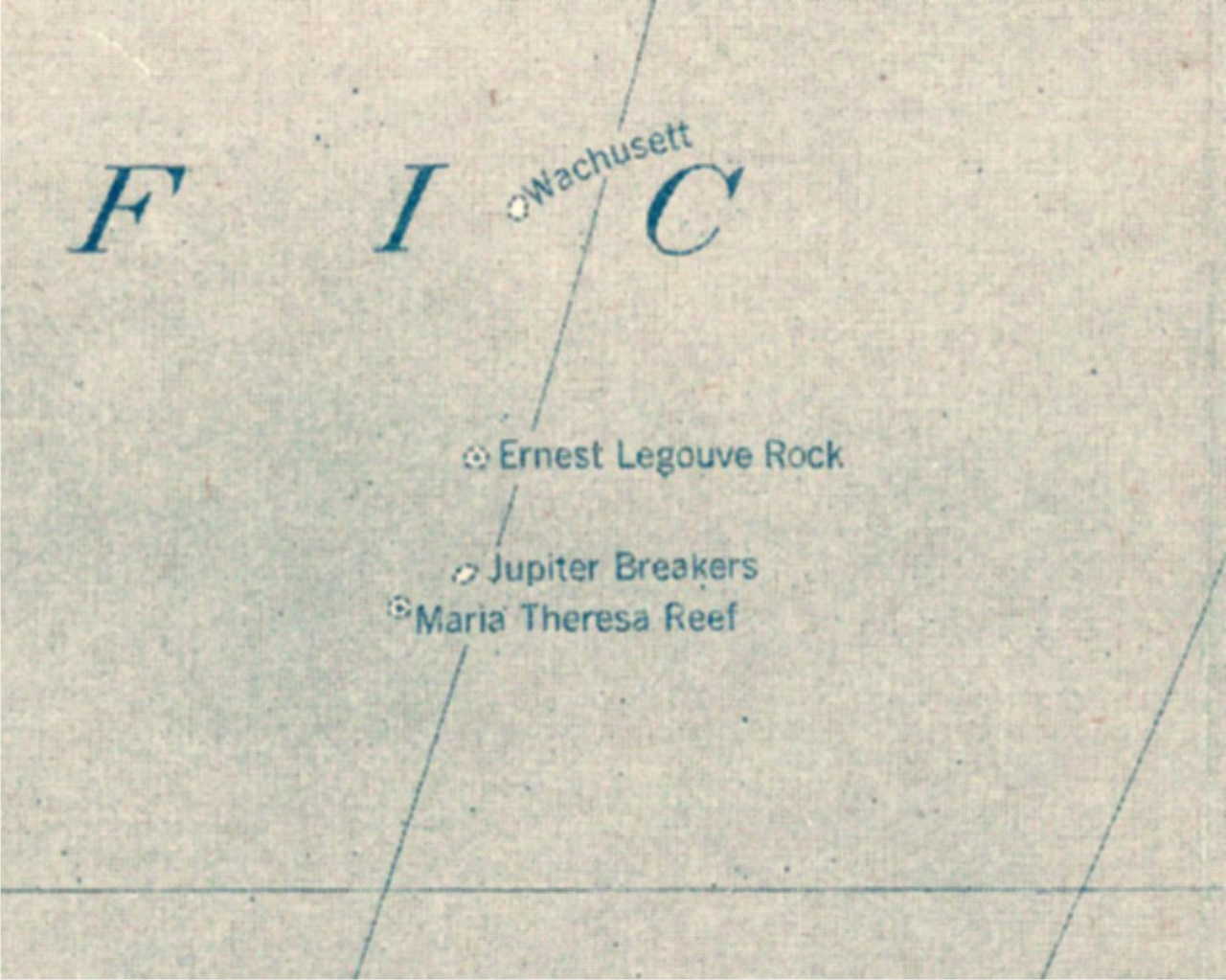
1921年太平洋地图上的玛丽亚- 特里萨礁

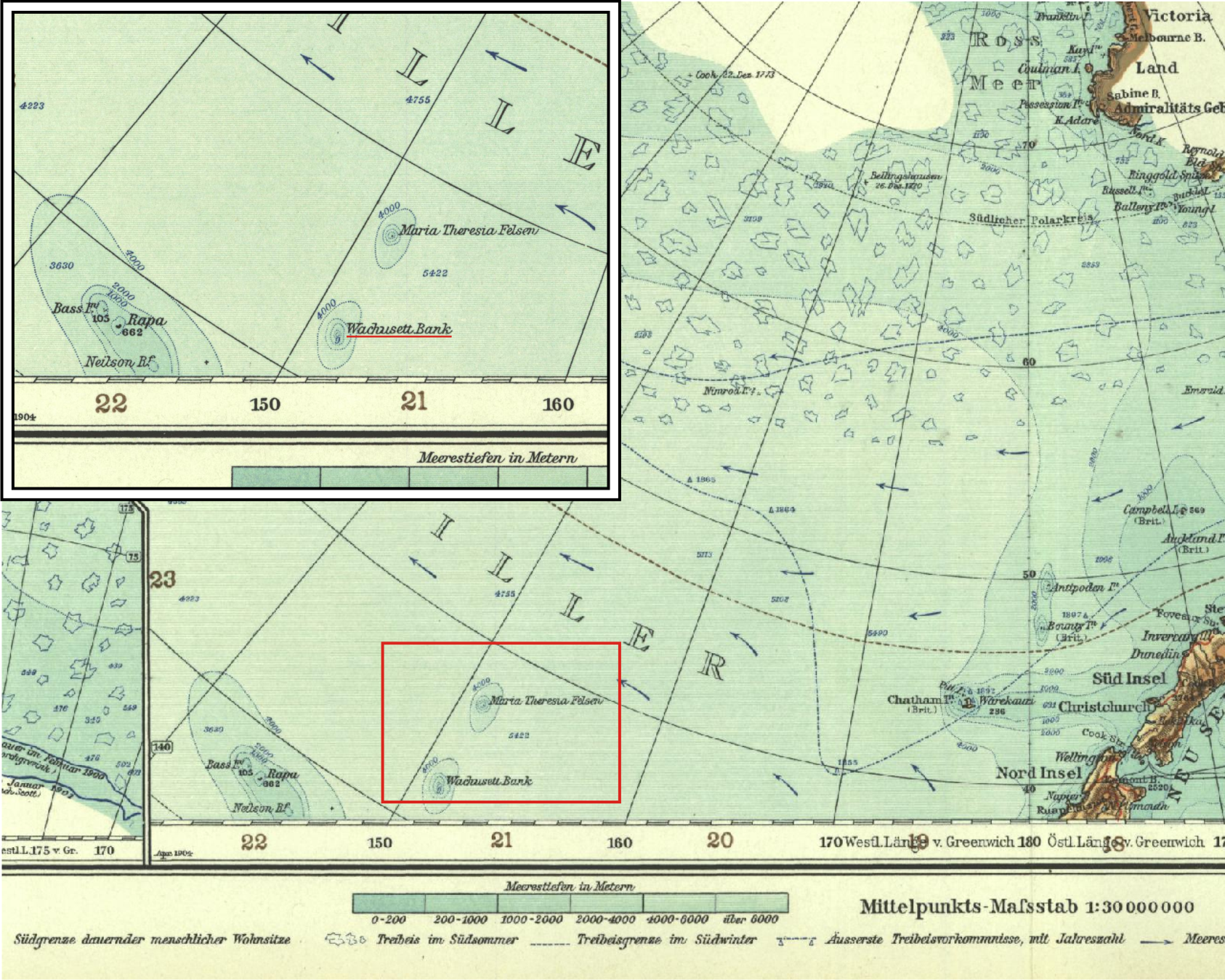
1904年德国南极洲地图上的“Maria Theresia Felsen”，即玛丽亚- 特里萨礁(Maria Theresa Reef)

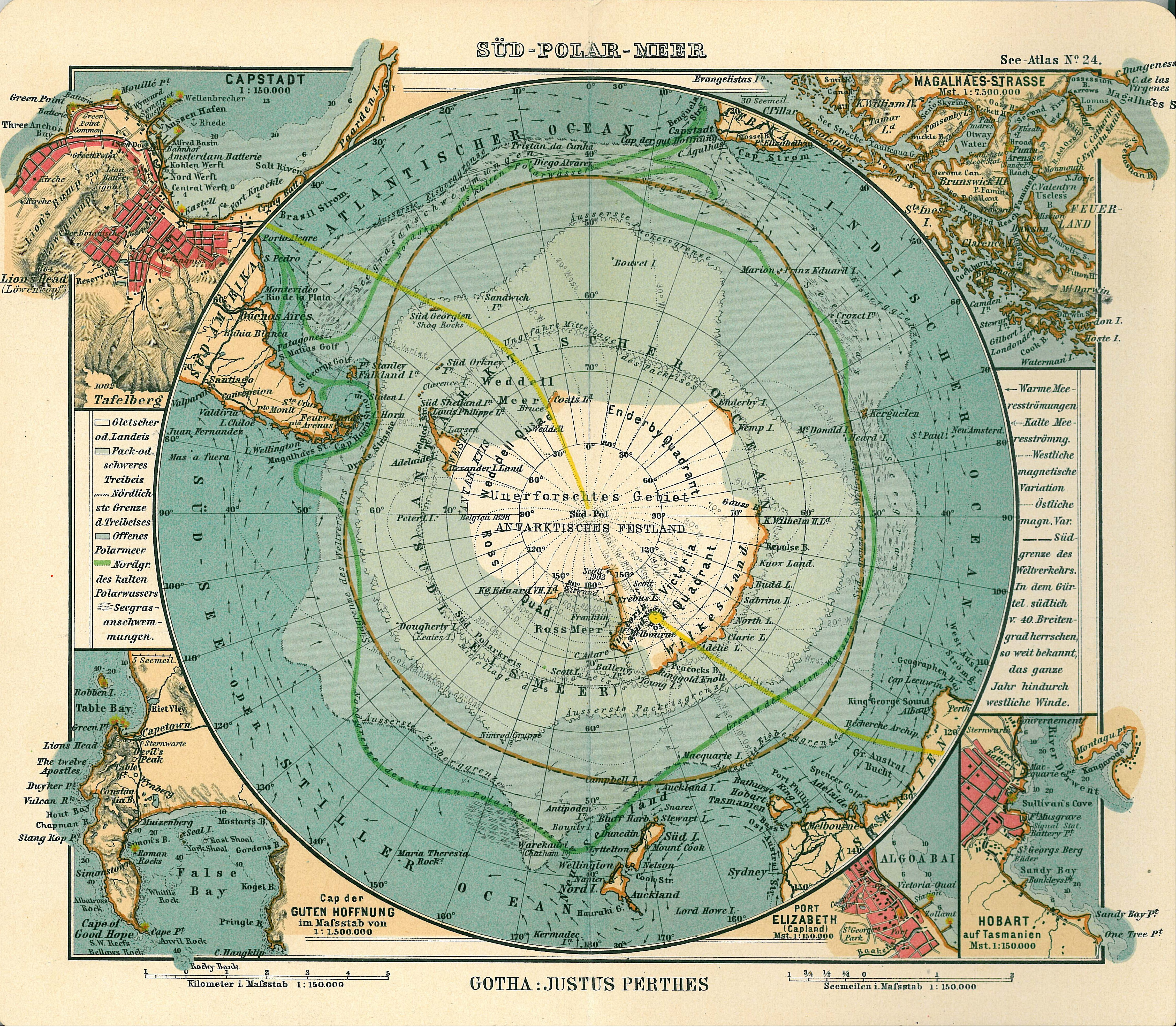
1906年南极洲地图上也曾出现玛丽亚- 特里萨礁

玛丽亚·特里萨礁（英語：Maria-Theresa Reef）是一座位于南太平洋的小岛。处于新西兰以东，土阿莫土群岛以南的大洋中。為一座火山岛，周围有长8公里，宽3.2公里的珊瑚礁。这座岛自发现来便多次在人们的视野中失踪，因此它也被视为幽灵岛。而在法国地图上，通常称之为“塔波岛”（Tabor Island）或“塔波礁”（Tabor Reef）。

## 历史及搜索
玛丽亚·特里萨礁于1843年11月16日，由一艘来自美国马萨诸塞州新贝特福德的捕鲸船玛丽亚-特里萨号所发现。当时记录的位置是南纬37°00′，西经136°39′。但在1957年的一次搜索却没有找到它。
新西兰皇家海军军舰HMNZS Tui号曾经在20世纪70年代对该片海域进行过大范围的搜寻，并未发现任何浅滩或岛屿。并且，该船发现当地的海底深度达到了2734浔（约5,000米），仅有少量海底山峰。而在历史上，这一区域也曾经有过多次发现有后来被证明不存在的礁石。历史上，还曾出现过与玛丽亚- 特里萨礁相同的其它礁岛，如木星礁（Jupiter Reef），沃楚西特礁（又译瓦楚塞特礁 Wachusett Reef）和埃内斯特－勒古韦礁（Ernest Legouve Reef）。
1983年再次为这个岛定位为南纬36°50′，西经136°39′。但这里位于太平洋西南太平洋海盆。附近平均深度3000-4000米，最深为5430米，在海盆的西部的最浅处距离最深处的东北部约400公里，深度为1588米，根本不可能有岛屿的痕迹。直至21世纪，一些地图出版商虽然对这些南太平洋礁群的位置和存在存疑，但仍然将它们加入到地图之中。

## 通俗文学相关
玛丽亚·特里萨礁和埃内斯特－勒古韦礁（小说中称林肯岛）出现在凡尔纳的科幻小说《格兰特船长的儿女》和《神秘岛》中。这里作为苏格兰的格兰特船长的容身之地和流放背叛水手的场所以及《海底两万里》里尼摩船长度过晚年的地方。在这两部小说中玛丽亚·特里萨礁的法文名字被称为塔波岛(Tabor，或许来自于玛丽亚·特里萨号的船长Asaph P. Taber)。

## 扩展链接
德国地图文献：
- Die Kinder des Kapitäns Grant: Wo liegt die Insel? （页面存档备份，存于）